# Franciszek Lipiński
Franciszek Dominik Lipiński (ur. 4 sierpnia 1883 w Glinicach, zm. 18 lutego 1951 w Szczawnie-Zdroju) – polski polityk, poseł na Sejm i senator w II RP.

## Życiorys
Urodził się 4 sierpnia 1883 roku w Glinicach, w rodzinie Franciszka a Paulo Lipińskiego de Schur h. Schur (ur. 1842), ziemianina i Franciszki z Zawadzkich h. Rogala. W 1903 roku ukończył V Gimnazjum w Warszawie, następnie w latach 1903–1905 studiował medycynę na Uniwersytecie Warszawskim (5 semestrów). Za udział w ruchu akademickim był dwukrotnie relegowany z Uniwersytetu Warszawskiego (1904–1905), próbował kontynuować naukę na UJ.
W późniejszych latach zaliczył Kurs Wyszkolenia Wojsk Polskich (3 marca – 20 maja 1918) i Szkołę Podchorążych w Ostrowi Mazowieckiej (20 maja – 9 listopada 1918). 
W 1906 roku wstąpił do PPS w Krakowie, był instruktorem i tzw. okręgowcem w Łodzi, Kaliszu i Warszawie. W 1907 roku został aresztowany i był przez 6 miesięcy więziony. Został zwolniony za kaucją 1000 rubli, wyjechał do Krakowa, gdzie prowadził Koło Milicyjne PPS. Był organizatorem i pierwszym komendantem krakowskiego oddziału Związku Walki Czynnej (do sierpnia 1910 roku). W 1910 roku wyjechał do Zagłębia Dąbrowskiego, gdzie w 1911 roku znów został aresztowany i skazany na 10 lat katorgi. Przebywał w więzieniach w Wilnie, Pskowie i Jarosławiu. W czasie rewolucji 1917 roku został zwolniony. Organizował na Wileńszczyźnie (jako pomocnik Pełnomocnika na Gubernię Wileńską w Polskim Towarzystwie Pomocy Ofiarom Wojny) m.in. polskie szkolnictwo ludowe. W 1918 roku przeszedł front (przebywał w niemieckich obozach dla reemigrantów) i wstąpił do Polskiej Siły Zbrojnej (od 3 marca 1918 roku). 1 stycznia 1919 roku otrzymał przydział do Szkoły Podchorążych Wojska Polskiego w Warszawie. Został wtedy też sekretarzem redakcji „Bellony”. Od 1 marca 1922 roku pracował w Wojskowym Instytucie Naukowo-Wydawniczym. Został przeniesiony w stan spoczynku 31 sierpnia 1929. Był kapitanem ze starszeństwem od 20 października 1920 roku. 
Od 1928 roku kierował łódzką organizacją BBWR, a od 1931 roku – organizacją poznańską. Od 1933 roku był wiceprezesem Rady Wojewódzkiej BBWR w Krakowie. 
W 1930 został posłem na Sejm III kadencji (1930–1935) – mandat uzyskał z listy państwowej nr 1 (BBWR), a w 1935 roku został senatorem IV kadencji (1935–1938) z województwa krakowskiego. W III kadencji pracował w komisjach: morskiej (zastępca członka) i wojskowej; w IV kadencji w komisjach: administracji (1937–1938), budżetowej (1935–1936, był w niej referentem), gospodarczej (1937–1938) i regulaminowej (1937–1938). 
W czasie II wojny światowej był pracownikiem Biura Informacji i Propagandy Komendy Głównej Związki Walki Zbrojnej – Armii Krajowej
Był mężem Wandy Zofii z Wysockich (ur. 1894).  
Dalsze jego losy powojenne nie są znane, być może jest tożsamy z Franciszkiem Lipińskim straconym w więzieniu w PRL? 
Na metryce Chrztu znajduje się adnotacja, że zmarł 18 lutego 1951 roku w Szczawnie-Zdroju. 

## Ordery i odznaczenia
- Krzyż Niepodległości z Mieczami (19 grudnia 1930)[5]
- Krzyż Oficerski Orderu Odrodzenia Polski (11 listopada 1937)[6]
- Krzyż Kawalerski Orderu Odrodzenia Polski (10 listopada 1928)[7][8]
- Medal Pamiątkowy za Wojnę 1918–1921[8]
- Medal Dziesięciolecia Odzyskanej Niepodległości[8]
- Order Palm Akademickich (Francja)[8]